# Phalacrocorax urile
Phalacrocorax urile là một loài chim trong họ Phalacrocoracidae.